# کیسه گونه

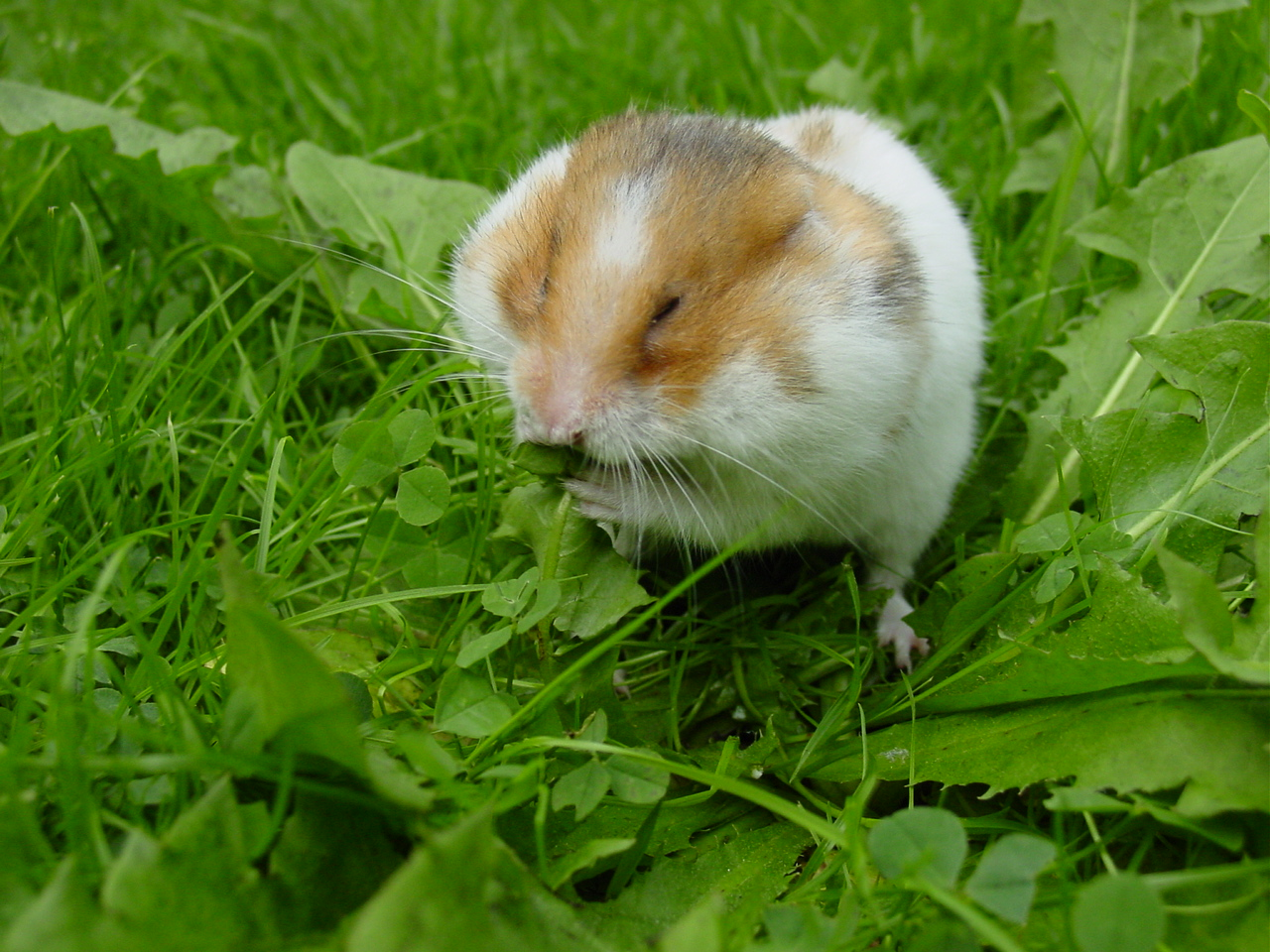
همستر طلایی که کیسه‌های گونه‌اش را با سبزه پر می‌کند

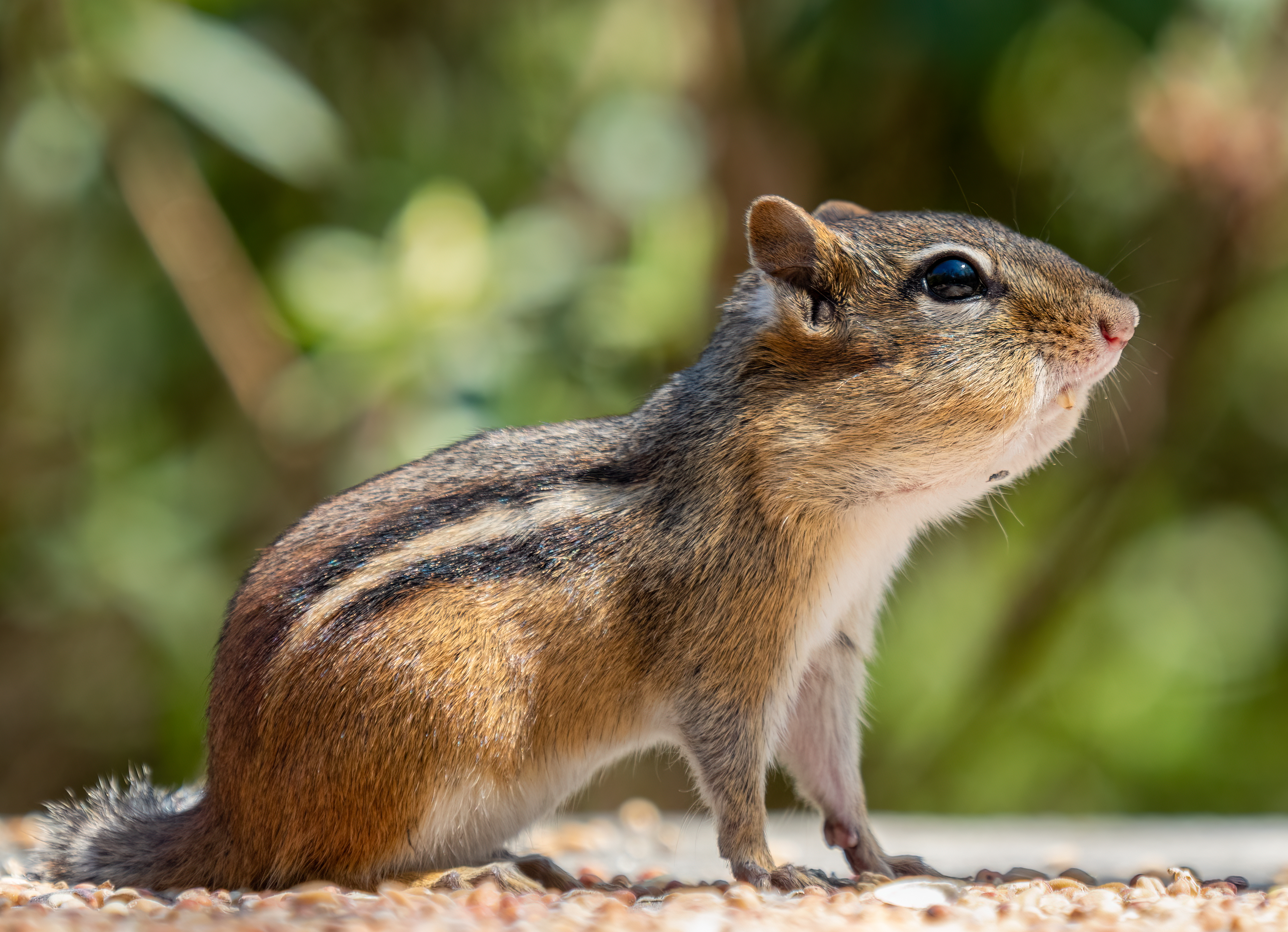
سنجاب در حال نشان دادن کیسه گونه

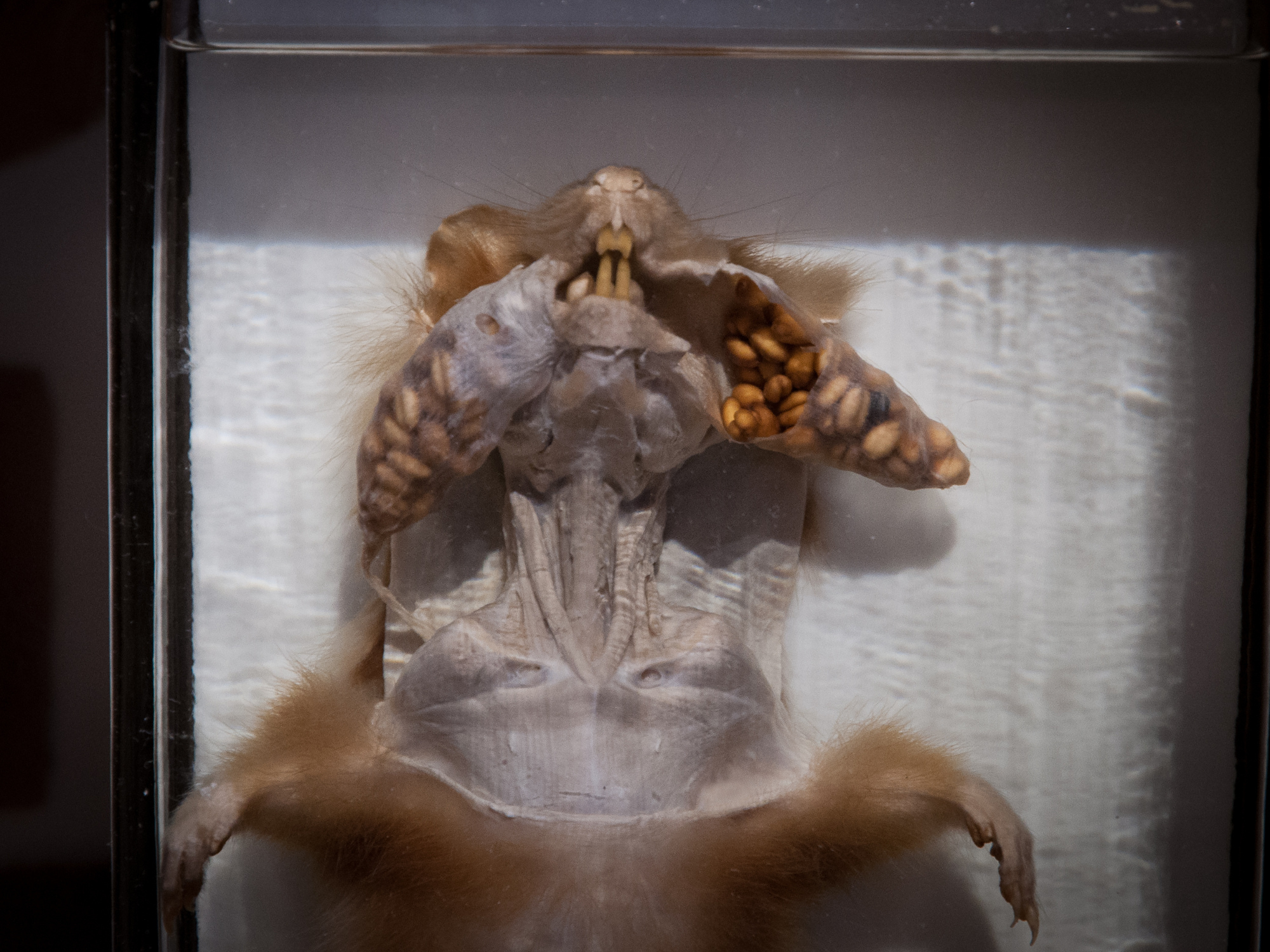
کیسه‌های کشیده روی گونه‌های یک همستر اروپایی

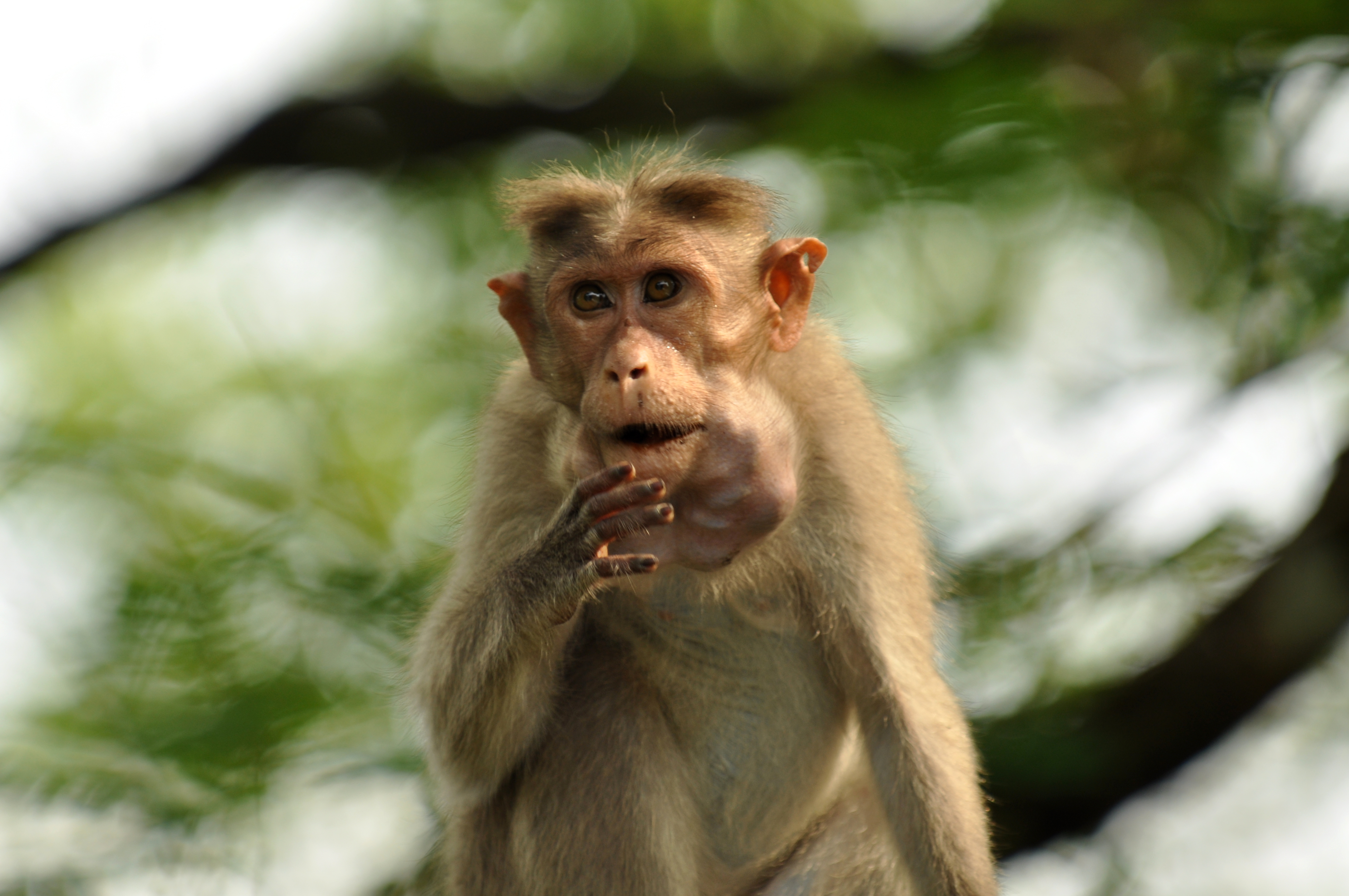
کیسه گونه پرشده با میوه در ماکاک Bonnet

کیسهٔ گونه (به انگلیسی: Cheek pouch) یا اَنبانَکِ گونه کیسه‌های جیب‌مانندی هستند که در دو طرف سر برخی از پستانداران بین فک و گونه آن‌ها قرار دارند. این انبانک‌ها را می‌توان در پستانداران از جمله نوک‌اردکی، برخی از جوندگان، و بیشتر میمون‌ها، و همچنین کوآلای کیسه‌دار پیدا کرد. کیسه‌های گونه در سمورچه‌های آمریکایی در صورت پر شدن می‌توانند به اندازه بدنشان بزرگ شود.

## ویژگی‌ها و کارکرد
کیسه‌های گونه ضخیم‌اند و در دو طرف سر برخی از پستانداران قرار دارند. میمون‌ها کیسه‌های گونه‌ای سر-بازی در داخل حفره دهان دارند، اما در برخی از جوندگان آمریکا این انبانک‌ها رو به بیرون باز می‌شوند. از این رو نام «دیپلاستومز» با آنها مرتبط است که به معنای «دو دهان» است. در برخی از جوندگان، مانند همستر، کیسه‌های گونه بسیار توسعه یافته است. آنها دو کیسه دارند که از دهان تا جلوی شانه‌ها می‌آید. اتین جفروی سنت هیلر ثبت کرده است که برخی از خفاش‌ها از جنس Nycteris کیسه‌های گونه شگفت‌آوری دارند. کیسه گونهٔ این خفاش‌ها دارای دهانه باریکی است که از طریق آن خفاش می‌تواند هوا را وارد کند، کانال بینی را از طریق سازوکار خاصی ببندد و هوا را به زیر پوست خود بفشرد. با این کار پوست بسیار شل بدن این جانداران به ماهیچه‌های زیر پوست پیوند بهتری پیدا می‌کند.
کیسه‌های گونه دارای چندین نقش هستند. آنها اجازه جمع‌آوری سریع غذا را می‌دهند، اما به عنوان ذخیره‌گاه برای حمل و نقل موقت نیز عمل می‌کنند. در میمون‌های زیرخانواده دم‌درازیان، این انبانک‌ها باعث می‌شوند تا حیوان غذای پیش‌گوارده بیشتری همراه خودو داشته باشد. کیسه‌های گونه به محافظت از حیوانات کمک می‌کنند و به آنها اجازه می‌دهند غذای خود را در کیسه‌ها به سرپناه ببرند، به آن‌ها اجازه می‌دهند غذای خود را به مکان‌های امن‌تری منتقل کنند، این جانداران این کیسه‌ها را با پشت پا به پشت دهان فشار می‌دهند یا این کار را با حرکت دادن فک انجام می‌دهند. ماده‌های برخی از گونه‌های همستر معروفند که بچه‌های خود را در کیسه‌های گونه‌شان پنهان می‌کنند تا در صورت ترس از خطر، آنها را با خود ببرند. گونه‌های دیگر همسترها کیسه‌های خود را با هوا پر می‌کنند که به آنها اجازه می‌دهد هنگام شنا بهتر شناور شوند.

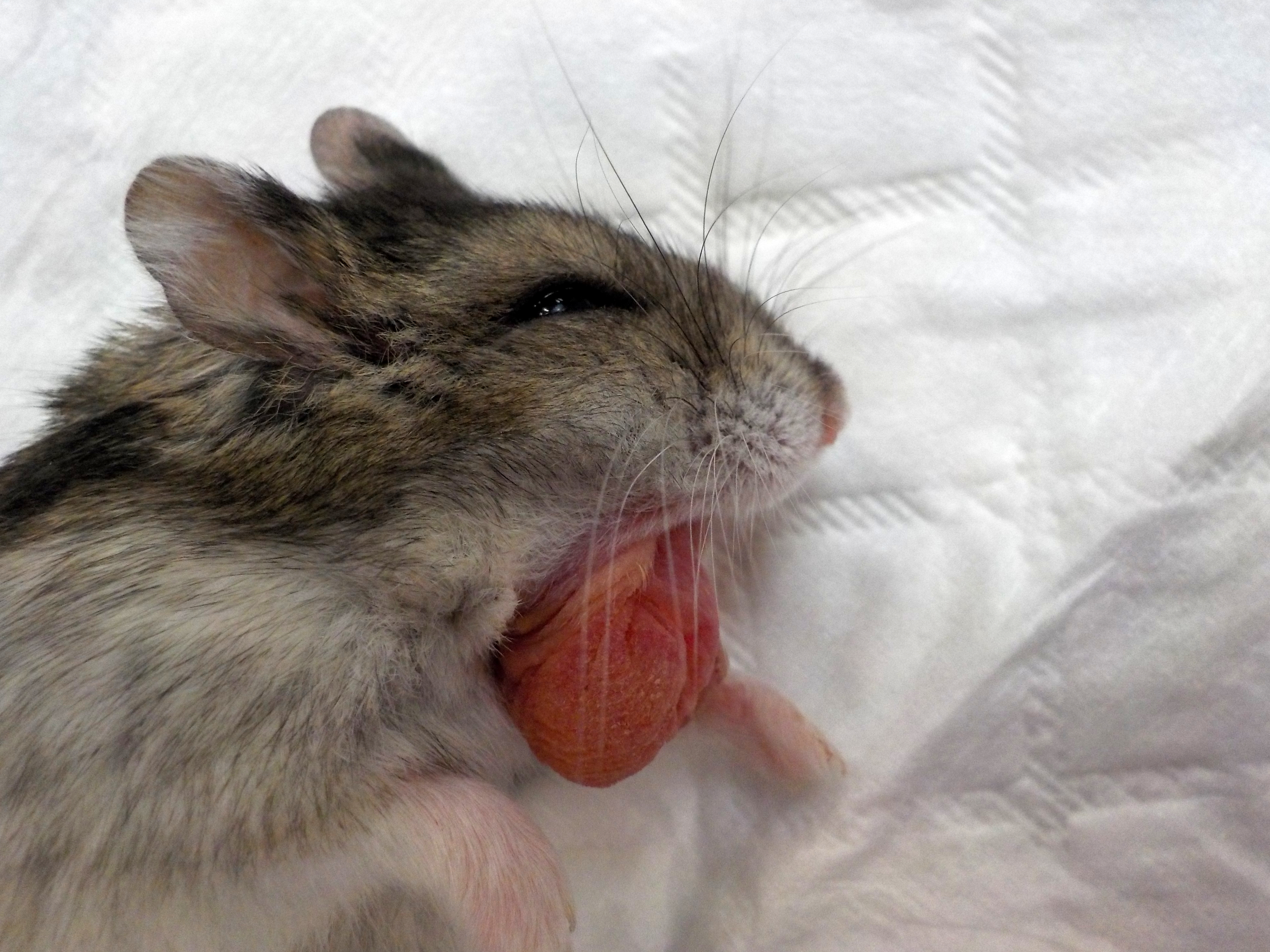
افتادگی کیسه گونه در یک همستر روسی بیهوش شده (sp.)

کیسه‌های گونه ممکن است در نتیجه آسیب ناشی از یک جسم نوک تیز در آنها یا درگیری عفونی شوند. آبسه می‌تواند ایجاد شود که می‌تواند با برآمدگی با غذای ذخیره شده اشتباه گرفته شود. اگر آبسه بترکد و چرک موجود در آن جذب حیوان شود، ممکن است قربانی سپتیسمی شود و در اثر مسمویت بمیرد. کیسه‌های گونه نیز می‌توانند به سمت بیرون بچرخند.